# Острови Астаф'єва
Острови Астаф'єва (рос. Острова Астафьева) — група невеликих островів у затоці Петра Великого Японського моря. Знаходиться за 1,7 км на північний схід від мису Астаф'єва при вході до бухти Астаф'єва. Адміністративно належить до Хасанського району Приморського краю Росії.

## Географія
Острови скелясті, простяглись з північного заходу на південний схід на 190 м. являють собою дві великі скеля та декілька малих кекурів, на півночі є низька галькова коса. Скелі стрімкі, голі від рослин, хоча місцями зеленіє мох.